# Fabbrica Nº 9
La Fabbrica Nº 9, (in russo Завод № 9?, Zavod Nº 9), è uno stabilimento industriale attivo, fin dalla seconda guerra mondiale, soprattutto nella produzione di pezzi d'artiglieria e cannoni per i carri armati dell'Armata Rossa.
Situata a Ekaterinburg, in Russia, è stata un importante fabbrica del complesso militare-industriale dell'Unione Sovietica e rimane in attività, inserita nel grande conglomerato Uralvagonzavod, producendo equipaggiamento pesante di artiglieria e mezzi corazzati per l'Esercito russo.
È sottoposto a sanzioni da parte delle potenze occidentali per il suo contributo all'armamento dell'esercito russo impegnato dal 2022 nella guerra in Ucraina.

## Storia
Le origini della "Fabbrica Nº 9" risalgono alla sezione del grande complesso Uralmaš di Sverdlovsk dedicata alla produzione di pezzi d'artiglieria per l'Armata Rossa, denominata "Officina Nº 2" ed entrata in funzione nel 1932; con l'inizio della seconda guerra mondiale e l'invasione tedesca del giugno 1941, la dirigenza sovietica diede inizio ad un grande programma di potenziamento e riorganizzazione del complesso militare-industriale. Per evitare la caduta di molti stabilimenti importanti nelle mani dell'invasore tedesco, venne rapidamente attivato un piano di evacuazione delle officine che furono trasferite precipitosamente verso est; nel 1942 quindi l'officina N° 2 della Uralmaš venne accorpata con alcune sezioni dello stabilimento Kirov di Leningrado evacuato, e con parti della fabbrica Barrikadij di Stalingrado che stava per essere attaccata dalla Wehrmacht tedesca. Il nuovo impianto di Sverdlovsk venne denominato ufficialmente "Fabbrica N° 9" ed entrò immediatamente in funzione, mentre l'ufficio di progettazione collegato allo stabilimento, lo OKB-9 diretto da Fëdor Fëdorovič Petrov, iniziò a sviluppare progetti per nuove armi per l'esercito sovietico in guerra.

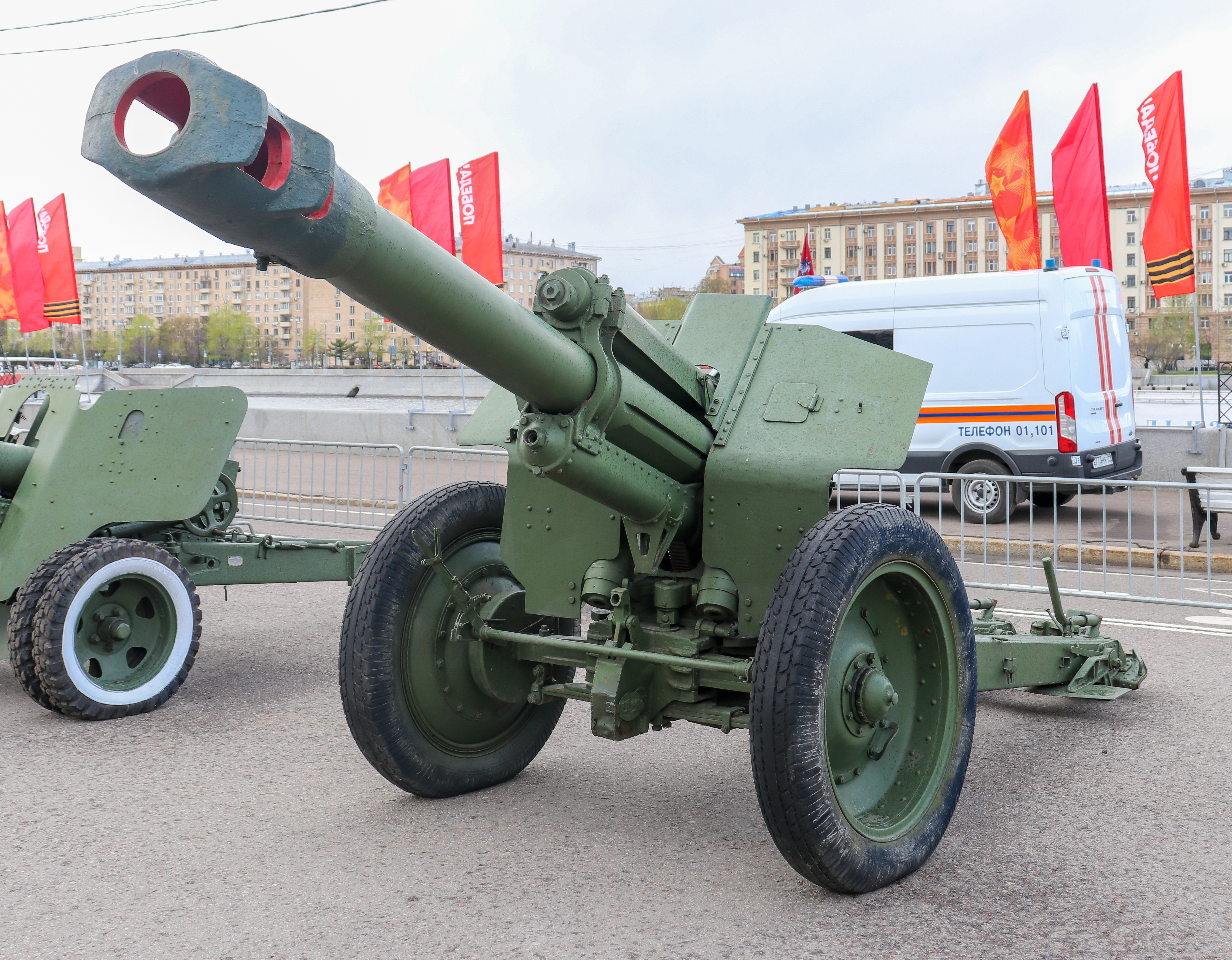
Il pezzo d'artiglieria 152 mm M1943 prodotto dalla Fabbrica Nº 9 durante la seconda guerra mondiale.

Durante la seconda guerra mondiale la Fabbrica Nº 9 produsse circa 30.000 sistemi d'artiglieria, dando un contributo importantissimo all'equipaggiamento dell'Armata Rossa; vennero fabbricati i moderni cannoni e obici per l'artiglieria campale modello 122 mm M1938 e modello 152 mm M1943. Lo stabilimento inoltre produsse la maggior parte dei cannoni che equipaggiarono i carri armati e i semoventi d'artiglieria sovietici; in particolare il cannone 85 mm D-5T armava gli SU-85, il pezzo 100 mm D-10 equipaggiava gli SU-100, lo SU-122 montava il 122 mm M1938. Il carro armato principale T-34/85 avrebbe dovuto essere armato con il cannone progettato da Petrov nella Fabbrica Nº 9, modello 85 mm D-5T che infatti equipaggiò i primi 800 mezzi usciti dalle catene di montaggio; alla fine tuttavia venne deciso di adottare il cannone ZIS-S-53  prodotto a Gork'ij nella Fabbrica N° 92. I carri armati pesanti della serie IS invece furono armati con i cannoni prodotti a Sverdlovsk, il JS I con il pezzo 85 mm D-5T, e i JS II e JS III con i cannoni 122 mm D-25T.

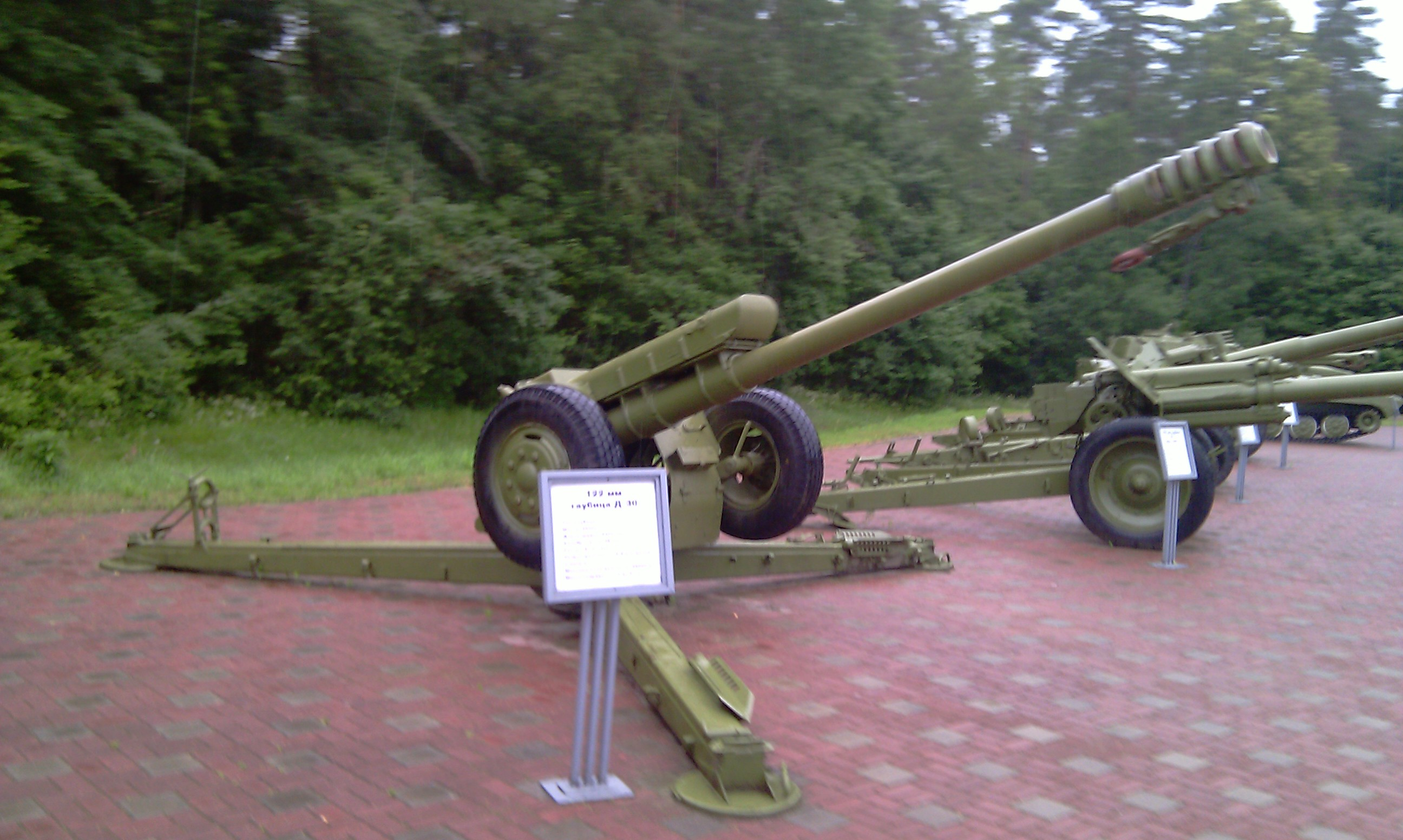
L'obice 122 mm D-30.

Dopo la vittoria nella seconda guerra mondiale e durante tutto il lungo periodo della Guerra fredda, l'Unione Sovietica continuò a potenziare le forze armate e incrementare la progettazione e la costruzione di nuovi armamenti; la Fabbrica Nº 9 si concentrò soprattutto nello sviluppo di nuovi cannoni per i carri armati dell'esercito sovietico e l'ufficio tecnico progettò i modelli che armarono il T-54, che era equipaggiato con la variante modernizzata del cannone 100 mm D-10, e il successivo T-62, che venne equipaggiato con il nuovo cannone 115 mm U5TS. All'inizio degli anni settanta, lo stabilimento di Sverdlovsk fu coinvolto, insieme ad altri impianti del complesso militare-industriale sovietico, nella progettazione e produzione del cannone ad altre prestazioni 2A46 125 mm per i carri armati di ultima generazione T-64, T-72 e T-80.
Dopo la dissoluzione dell'Unione Sovietica, le fabbriche dell'industria degli armamenti hanno dovuto ridurre in modo sostanzaile la loro attività e si sono trovate in gravi problemi finanziari e amministrativi; la Fabbrica Nº 9 è stata trasformata nel 1995 in società statale indipendente e ha cercato di diversificare la sua produzione industriale, sviluppando le attività civili soprattutto fornendo componenti per automezzi e filobus; nei primi anni duemila tuttavia l'azienda ha dovuto superare nuovi problemi finanziari. La fabbrica ha anche continuato a sviluppare la produzione di armi per il nuovo esercito russo, producendo le ultime versioni del cannone 2A46 per i carri armati T-80 e T-90, modernizzando i cannoni del T-62 e T-72 e progettando il cannone 2A75 per il 2S25 Sprut-SD. nel complesso la Fabbrica di Ekaterinburg, che è entrata a far parte del grande gruppo russo del settore difesa Uralvagonzavod, produce una ventina di prodotti diversi sia per scopi civili che militari, i più importanti sono alcuni pezzi di artiglieria campale, tra cui l'obice 122 mm D-30, cannoni per i carri armati russi modeRnizzati e per il nuovo T-14 Armata (il modello da 125 mm 2A82-83) di cui è attesa da anni l'entrata in servizio, lanciarazzi modelli RBU-1000 e RBU-6000. Notevole importanza riveste inoltre l'attività della fabbrica per la manutenzione dei pezzi d'artiglieria ancora in servizio nell'esercito russo e in oltre sessanta nazioni in tutto il mondo.
In connessione con l'inizio e il prolungamento della guerra tra Russia e Ucraina, la fabbrica, in quanto parte del complesso militare-industriale russo e produttrice di materiale d'artiglieria e cannoni per carri armati, è stata inserita dalla potenze occidentali alleate dell'Ucraina tra le aziende russe sottoposte a sanzioni. Dopo l'inserimento nelle liste degli Stati Uniti, nel febbraio 2024 lo stabilimento è stato sanzionato anche dalla Unione Europea per la sua produzione di armamenti che "vengono impiegati dalle forze armate russe nella guerra aggressiva contro l'Ucraina".

## Onorificenze
Sovietiche